# Grand Prix Brasil de motociclismo de 1988
O 1988 Brazilian motorcycle Grand Prix foi a última rodada da Temporada de MotoGP de 1988. Teve lugar no fim de semana de 15-17 setembro de 1988, no circuito Goiânia. .

## 500 cc relatório de corrida
Wayne Gardner  foi pole, mas Eddie Lawson conseguiu a liderança no início, a frente de Wayne Rainey e Kevin Schwantz.Schwantz ficou perto de Lawson para a disputa do 1º lugar, mas Lawson parecia não deixar passar. Gardner arrebatados para torná-lo um trio, enquanto Lawson retomou a liderança. Randy Mamola estava a todo vapor, deliberadamente deslizando a traseira. Schwantz e Gardner foi para ele para o 2º lugar. Mamola quase tentando impressionar a multidão, um pouco mais tarde, um canhoto ele olhou por cima do ombro e imediatamente deslizou a moto em um highside. Schwantz vai fazer algo semelhante no próximo ano em Phillip Island. Rainey abandonou com um pneu furado.

## 500cc classificação
| Pos | Piloto              | Fabricante | Tempo/Retirado | Pontos |
| --- | ------------------- | ---------- | -------------- | ------ |
| 1   | Eddie Lawson        | Yamaha     | 47:22.550      | 20     |
| 2   | Wayne Gardner       | Honda      | +13.360        | 17     |
| 3   | Kevin Schwantz      | Suzuki     | +21.350        | 15     |
| 4   | Niall Mackenzie     | Honda      | +24.080        | 13     |
| 5   | Christian Sarron    | Yamaha     | +24.240        | 11     |
| 6   | Kevin Magee         | Yamaha     | +24.280        | 10     |
| 7   | Pierfrancesco Chili | Honda      | +1:13.100      | 9      |
| 8   | Rob McElnea         | Suzuki     | +1:14.950      | 8      |
| 9   | Didier de Radiguès  | Yamaha     | +1:23.300      | 7      |
| 10  | Patrick Igoa        | Yamaha     | +1 Volta       | 6      |
| 11  | Fabio Barchitta     | Honda      | +1 Volta       | 5      |
| 12  | Francisco Gonzales  | Honda      | +1 Volta       | 4      |
| 13  | Donnie McLeod       | Honda      | +1 Volta       | 3      |
| Ret | Wayne Rainey        | Yamaha     | Retirement     |        |
| Ret | Marco Gentile       | Fior       | Retirement     |        |
| Ret | Ron Haslam          | Elf Honda  | Retirement     |        |
| Ret | Bruno Kneubuhler    | Honda      | Retirement     |        |
| Ret | Alessandro Valesi   | Honda      | Retirement     |        |
| Ret | Randy Mamola        | Cagiva     | Retirement     |        |
| Ret | Roger Burnett       | Honda      | Retirement     |        |